# Откройте, полиция! 2
«Откройте, полиция! 2» также «Продажные против продажных», в советском прокате - «Кто кого?» (фр. Ripoux contre ripoux) — французский комедийный фильм режиссёра Клода Зиди, вышедший в 1990 году. Продолжение фильма «Откройте, полиция!».

## Сюжет
Франсуа и Рене продолжают работать вместе. Рене не собирается что-то менять, он также продолжает играть на скачках. Но не Франсуа! Однажды он решает сказать Рене, что ему надоели все его грязные дела и что он готовится сдать экзамен на должность комиссара. Между напарниками происходит ссора, в ходе которой Рене спорит с Франсуа о том, что у первого же спустившегося с лестницы есть что скрывать. Этим человеком оказывается банкир, который в дальнейшем поможет им разоблачить продажных полицейских.
В один из дней при патрулировании города они замечают вора и ловят его с награбленным. После этого Франсуа решает отдать деньги их владелице — давней подруге Рене, с которой он расстался в далёком прошлом, поступив не самым лучшим образом. Когда Франсуа возвращает ей украденные деньги, она замечает Рене. Спустя некоторое время, придя в полицию, она утверждает, будто ей никто ничего не возвращал. Напарников сажают за решётку до выяснения обстоятельств. Сидя за решёткой, Рене рассказывает всё Франсуа, объясняя, чем именно был вызван такой её поступок.
Оба полицейских временно отстранены от должности. В комиссариат начинают ходить жаловаться все те, кто был недоволен их постоянными поборами, и на замену им приходят другие люди, которые ратуют за справедливость.

## В ролях
- Филип Нуаре — Рене Буарон
- Тьерри Лермитт — Франсуа Лебюш
- Ги Маршан — инспектор Ги Бриссон
- Жан-Пьер Кастальди — инспектор Жан-Пьер Порталь
- Грас де Капитани — Наташа
- Лин Рено — Симона
- Мишель Омон — комиссар Блоре
- Жан-Клод Бриали — банкир
- Жан Бенгиги — Цезарини
- Люба Герчикофф — Мадам Бриссон

## Съёмочная группа
- Режиссёр: Клод Зиди
- Сценарий: Клод Зиди, Дидье Каминка
- Оператор: Жан-Жак Тарбе
- Монтажёр: Николь Сонье
- Композитор: Франсис Лэй
- Художник: Франсуаз Де Ле